# 2022 en Géorgie
Chronologie de la Géorgie
- 2018
- 2019
- 2020
- 2021
- 2022
- 2023
- 2024
- 2025
- 2026

Cette page recense des événements qui se sont produits durant l'année 2022 en Géorgie.

## Gouvernement
| Position | Officiel                                          | Mandat                                 |
| --- | ------------------------------------------------- | -------------------------------------- |
| Présidente                                                                                                  | Salomé Zourabichvili                              | Depuis 2018                            |
| Premier Ministre                                                                                            | Irakli Garibachvili                               | Depuis 2021                            |
| Premier Vice Premier Ministre                                                                               | Maïa Tskitichvili                                 | Depuis 2019                            |
| Seconde Première Ministre                                                                                   | Tea Tsouloukiani                                  | Depuis 2019                            |
| Ministre des Affaires intérieures                                                                           | Vakhtang Gomelaouri                               | Depuis 2019                            |
| Ministre de la Justice                                                                                      | Rati Bregadze                                     | Depuis ?                               |
| Ministre du Développement régional et de l'Infrastructure                                                   | Irakli Karseladze                                 | Depuis ?                               |
| Ministre des Affaires étrangères                                                                            | Davit Zalkaliani                                  | Depuis 2018                            |
| Ministre des Finances                                                                                       | Lasha Khutsichvili                                | Depuis ?                               |
| Ministre de la Défense                                                                                      | Juansher Burchuladze                              | Depuis ?                               |
| Ministre de l’Économie et du Développement durable                                                          | Natela (Natia) Tournava Levan Davitachvili        | Depuis 2019 Depuis le 9 février 2022   |
| Ministre de l’Éducation, des Sciences, de la Culture et du Sport                                            | Mikheil Chkhenkeli                                | Depuis ?                               |
| Ministre de la Protection de l’environnement et de l'Agriculture                                            | Levan Davitachvili Otar Shamugia                  | Depuis 2018 Depuis le 9 février 2022   |
| Ministre des Déplacés internes des territoires occupés, du Travail, de la Santé et de la Protection sociale | Ekaterine (Eka) Tikaradzé (en) Zourab Azarachvili | Depuis 2019 Depuis le 1er janvier 2022 |
| Ministre d'État pour la Réconciliation et l’Égalité civile                                                  | Tea Akhvlediani                                   | Depuis le 6 août 2020                  |
| Président du Gouvernement de la République autonome d'Abkhazie (en exil)                                    | Rouslan Abachidzé                                 | Depuis 2019                            |
| Président du Gouvernement de la République autonome d'Adjarie                                               | Torniké Rijvadzé                                  | Depuis 2018                            |